# DM i debat
DM i debat er en debatkonkurrence, der bliver afholdt årligt på Folkemødet af avisen Politiken og Dansk Ungdoms Fællesråd (DUF). Første gang, den fandt sted, var i 2011.

## Præmis
Om konkurrencen skriver Politiken:
Med konkurrencen ønsker Politiken og DUF at give debatlystne unge en platform, hvorfra de kan træne, dyrke og udbrede deres politiske holdninger. Vi vil klæde de unge på til at blande sig i den offentlige debat, til at have mod til at bruge deres stemme til at sætte dagsordner og bidrage til at rykke holdninger - og samfundet - i den retning, de mener, er den rigtige. Visionen med DM i debat er altså at bidrage til at skabe en levende, offentlig debat ved at kvalificere den med skarpe og kompetente unge stemmer.

## Vindere af DM i debat[2]
- 2011: Peter Hummelgaard (DSU)
- 2012: Gry Möger Poulsen (SFU)
- 2013: Morten Dahlin (VU)
- 2014: Morten Ryom (EEO)
- 2015: Lawand Hiwa Namo (Politikens Debattør- og kritikerskole)
- 2016: Alex Vanopslagh (LAU)
- 2017: Andreas Weidinger (KU)
- 2018: Nanna Bonde (SFU)
- 2019: Frederik Vad (DSU)[3]
- 2020: Sofie Lippert (SFU)
- 2021: Frederik Enevoldsen (FH Ungdom)
- 2022: Simon Fendinge Olsen (LAU)[4]
- 2023: Mathias Kring Niebuhr (DSU)
- 2024: Sofie Mosgaard (VU)
- 2025: Jakob Skyggebjerg Kjær (RU)[5]